# Сумуру (фильм)
«Сумуру» (англ. Sumuru) — фильм 2003 года, снятый режиссёром Дарреллом Рудтом в жанре научной фантастики. Фильм основан на серии радиорассказов Shadow of Sumuru (прим. перев. «Тень Сумуру»), созданных в 1945—1946 годах для радио BBC писателем Саксом Ромером.

## Сюжет
Земляне Адам и Джейк на космическом корабле летят к далекой планете Антар. Девять веков назад, в эпоху колонизации космоса, экспедиция с Земли, мужчины и женщины основали на Антар — самом отдаленном уголке Галактики, когда-либо колонизированном людьми — космическую базу и постоянное поселение. 40 лет подряд космическая база Антар посылала отчеты на ближайшую колонию на Сириусе, а затем внезапно связь прервалась… За девять веков никто и никогда не пытался узнать, что же там произошло…
При входе в атмосферу корабль теряет управление и терпит крушение, но Адам и Джейк остаются невредимы. Отправившись на разведку, Адам обнаруживает Храм — место ежедневных человеческих жертвоприношении Матери-Змее (гигантской змее-мутанту) и становится свидетелем противостояния королевы планеты — Сумуру и лидера верующих («Живой Богини») — Таксан (последняя хотела принести в жертву змее Уйла — брата Голубки, возглавляющей личную охрану королевы). Заметив Адама, воины Таксан пытаются его поймать и убить, но безуспешно. Раненый отравленной стрелой Адам пробирается к своему кораблю, где их берут в плен войны королевы, тем самым спасая от гибели в руках Таксан. Сумуру оказывает Адаму первую помощь. Пленников отправляют в дом королевы, где Джейк рассказывает Адаму, что проведенное им геосканирование планеты показало, что здесь происходят необратимые тектонические изменения — этой планете осталось жить 2-3 месяца. Оба не могут понять, почему все население планеты (кроме Уйла)составляют женщины. В разговоре с королевой Адам рассказывает ей о первых колонистах, и выясняется, что королева также знает о том, что антариицы — не коренное население планеты. Она рассказывает, что давным-давно мужчина навлек на них «Свет Смерти» и поэтому теперь на планете правят женщины, а мужчины используются только для тяжелой работы(добыча нефти и газа, прокладка тоннелей) и продолжения рода(«мои женщины все ещё совокупляются с мужчинами — нам необходимо размножаться» и более ничего). Сумуру рассказывает о причине своей борьбы с Таксан: на планете Антар королевой не рождаются — её выбирают и в своё время народ выбрал её, а не Таксан, которая посчитала трон королевы своим, так как происходила из рода, в котором было уже три королевы на протяжении трех веков. Тогда Таксан провозгласила себя Живой Богиней — часть антариицев так испугалась постоянных землетрясении, что обратилась к религии вместо науки и с тех пор Таксан использует верующих в борьбе с Сумуру. Королева показывает ему рудники, где трудятся мужчины и говорит, что спасла его для того, чтобы использовать его знания. Адам возражает ей, и Сумуру приказывает запереть его и Джейка, так как они оскорбили королеву. Таксан, ставшая свидетелем этого разговора, приказывает своим воинам убить охрану и привести к ней пришельца. Воины Таксан выполняют приказ и Голубка погибает, перед смертью прося Уйла рассказать королеве о том, что произошло. Адама приводят к Таксан, которая пытается склонить его на свою сторону. По просьбе Адама Богиня рассказывает ему легенду про «Свет Смерти»:

## В ролях
- Александра Кэмп-Грюневельд — Сумуру
- Майкл Шэнкс — Адам
- Симона Левин — Таксан
- Теренс Бриджетт — Джейк